# Amos Eaton
Amos Eaton (17 maggio 1776 – 10 maggio 1842) è stato un botanico e educatore statunitense attivo nell'area di Troy (New York).

## Biografia
Eaton frequentò il Williams College, dove si diplomò nel 1799; quindi studiò giurisprudenza a New York e nel 1802 fu ammesso nell'albo degli avvocati.
Fino al 1810, esercitò la sua attività a Catskill, New York, quando fu incarcerato per falso. Trascorse quasi cinque anni in carcere, dove studiò Botanica e Geologia e fece da tutore ai figli del consiglio dei governatori del carcere. Uno dei suoi studenti fu John Torrey, che in seguito divenne un importante botanico.
Dopo la scarcerazione, Eaton trascorse un anno allo Yale College per studiare Botanica, Chimica e Mineralogia sotto la guida di Benjamin Silliman e Eli Ives.
Ritornò quindi al Williams College, dove fu lettore di Zoologia, Botanica e Geologia e pubblicò un dizionario botanico.
Nel 1817, pubblicò il suo manuale Manual of Botany for the Northern States, il primo manuale completo riguardante la flora di questi territori, di cui in totale furono fatte otto edizioni.
Nello stesso anno, ritornò nello Stato di New York, dove DeWitt Clinton gli organizzò una serie di seminari di fronte al Parlamento dello Stato di New York sulla geologia dello Stato in relazione alla costruzione del Canale Erie. Tra i legislatori che ascoltarono i suoi seminari vi fu Stephen Van Rensselaer III, patroon di Rensselaerswyck, che, nel 1820, lo assunse per redigere A geological Survey of the County of Albany ("Un'indagine geologica della Contea di Albany"), alla quale seguirono le indagini geologiche delle aree attraversate dal canale in costruzione.
Infine, Eaton completò un'indagine di una sezione ampia cinquanta miglia da Buffalo a Boston.
Nel 1824, con il supporto di Rensselaer, cofondò la The Rensselaer School (oggi nota come Rensselaer Polytechnic Institute - RPI) "allo scopo di istruire le persone, che possono scegliere di applicarsi esse stesse, nell'applicazione della scienza agli scopi comuni della vita". Eaton fu Senior Professor alla The Rensselaer School fino alla sua morte avvenuta nel 1842. Sotto la sua direzione, Troy, New York, rivaleggiò con Londra come centro per gli studi geologici nella prima metà del XIX secolo.
L'influenza di Eaton at RPI è tutora visibile in parecchie aree: il dipartimento di Matematica è alloggiato nella Amos Eaton Hall e la cattedra di Amos Eaton è una cattedra rinomata all'RPI (attualmente la cattedra è occupata dal Dott. Joseph Flaherty).
La cattedra di Amos Eaton è una cattedra inizialmente donata a Amos Eaton dagli studenti del RPI nel 1839; successivamente, la cattedra fu ridonata all'RPI dalla famiglia Eaton ed è oggi utilizzata dal Presidente dell'RPI nel corso di eventi formali.
Nel corso della cerimonia inaugurale della claase del 1998, Amos Eaton fu inserito nella hall of fame dell'RPI.

## Studenti di Eaton
- James Dwight Dana — geologo, zoologo
- James Eights — esploratore dell'Antartide
- Asa Gray — botanico
- James Hall — primo geologo dello Stato di New York
- Joseph Henry — fisico, sviluppò l'elettromagnetismo
- Douglass Houghton — medico, chimico, geologo
- John Leonard Riddell — botanico, geologo
- John Torrey — botanico